# Tochigi
Tochigi (Japans: 栃木市, Tochigi-shi) is een stad in de prefectuur Tochigi op het eiland Honshu, Japan. De stad heeft een oppervlakte van 122,06 km² en medio 2008 ruim 81.000 inwoners. De stad ligt aan de rivier Uzuma en is al sinds eeuwen een rivierhavenstad.
De stad Tochigi heeft weinig geleden onder de bombardementen in de Tweede Wereldoorlog en heeft nog veel historische gebouwen.
Hoewel de naam van de stad overeenkomt met de naam van de prefectuur is de stad Tochigi niet de hoofdstad van de prefectuur. De hoofdstad van de prefectuur Tochigi is Utsunomiya.

## Geschiedenis
Op 1 april 1937 kreeg Tochigi de status van stad (shi).
De stad is sindsdien nog driemaal uitgebreid:
- 30 september 1954 met de dorpen Omiya (大宮村, Ōmiya-mura), Minagawa (皆川村, Minagawa-mura), Fukiage (吹上村, Fukiage-mura) en Terao (寺尾村, Terao-mura);
- 31 maart 1957 met het dorp Kou (国府村, Kou-mura).
- Op 29 maart 2010 werden de gemeenten Ohira, Fujioka en Tsuga van het district Shimotsuga aangehecht bij Tochigi.[1]

## Fusies
- Op 1 oktober 2011 is de gemeente Nishikata van het district Kamitsuga aangehecht bij Tochigi. Het district Kamitsuga is na deze fusie verdwenen.[2]

## Verkeer
Tochigi ligt aan de Ryōmō-lijn van de East Japan Railway Company en aan de Nikkō-lijn en de Utsunomiya-lijn van de Tōbu Spoorwegmaatschappij.
Tochigi ligt aan de Tōhoku-autosnelweg en aan autoweg 293.

## Geboren in Tochigi
- Tomoko Yamaguchi (山口智子, Yamaguchi Tomoko), actrice
- Yuzo Yamamoto (山本 有三, Yamamoto Yūzō), auteur

## Stedenbanden
Tochigi heeft een stedenband met
- Jinhua, China, sinds 1994
- Evansville, Verenigde Staten, sinds 19 juli 1999

## Aangrenzende steden
- Oyama
- Kanuma
- Sano
- Shimotsuke